# Sven Rüno
Sven Erik Wilhelm Rüno, född den 13 april 1901 i Jakobs församling i Stockholm, död den 7 oktober 1960 i Matteus församling i Stockholm, var en svensk kompositör, sångtextförfattare, pianist och kapellmästare.
Rüno studerade musik i Wohlfarts musikskola och i Tyskland. Han engagerades som kapellmästare i Stockholm på Klippans sommarteater och vid Pallas-teatern under vintersäsongen. Rüno övertog senare Pallas-teatern och drev den i egen regi. Han var musikchef hos Svensk Talfilm och kom som sådan att ansvara för musiken till flera av Åsa-Nisse-filmerna. Han var under 1930-talet inspelningschef (producent) på skivbolaget Columbias svenska avdelning. Han samarbetade en del med skådespelaren och textförfattaren Herbert Möllersten. 
Sven Rüno är begravd på Norra begravningsplatsen utanför Stockholm.

## Filmmusik i urval
- 1959 – Åsa-Nisse jubilerar
- 1958 – Åsa-Nisse i kronans kläder
- 1957 – Klarar Bananen Biffen?
- 1957 – Åsa-Nisse i full fart
- 1957 – Johan på Snippen tar hem spelet
- 1956 – Johan på Snippen
- 1956 – Åsa-Nisse flyger i luften
- 1955 – Åsa-Nisse ordnar allt
- 1952 – Flottare med färg
- 1952 – Åsa-Nisse på nya äventyr
- 1951 – Livat på luckan
- 1950 – Åsa-Nisse på jaktstigen
- 1947 – Bruden kom genom taket
- 1947 – Dynamit
- 1945 – Sten Stensson kommer till stan
- 1945 – Sextetten Karlsson
- 1943 – Aktören
- 1943 – Herr Collins äventyr
- 1942 – Doktor Glas
- 1941 – En man för mycket
- 1941 – Nygifta
- 1940 – Beredskapspojkar
- 1940 – Karusellen går
- 1940 – Alle man på post
- 1940 – Åh, en så'n advokat
- 1940 – Kronans käcka gossar